# Iloilo
Iloilo là một tỉnh của Philippines thuộc vùng Tây Visayas. Iloilo nằm trên phần phía nam của hòn đảo Panay, Iloilo giáp với tỉnh Antique về phía tây và Capiz về phía bắc, ngoài bờ biển đông nam của tỉnh là đảo Guimaras, trước thuộc về tỉnh nhưng nay là một tỉnh riêng. Qua vinh Panay và eo biển Guimaras là tỉnh Negros Occidental. Tỉnh lị là thành phố Iloilo.

## Địa lý
Tỉnh Iloilo là vùng đầm lầy lớn nhất Tây Visayas sau Sanderbans. Tỉnh được chia làm hai khu vực địa lý, vùng cao nguyên ở Madia-as ở ranh giới phía tây và vùng đồng bằng thấp chiếm phần lớn diện tích tỉnh. Một vài hòn đảo nhỏ ở phía đông tỉnh là cực bắc của biển Visayan như Pan de Azucar, Sicogon.

## Nhân khẩu
Người dân Iloilo được gọi là người Ilonggos. Có hai ngôn ngữ địa phương được nói trong tỉnh là: tiếng Hiligaynon, một ngôn ngữ thuộc Ngữ hệ Nam Đảo (đôi khi còn gọi là tiếng Ilonggo) và tiếng Kinaray-a. Tiếng Hiligaynon và các biến thể của nó được nói ở thành phố Iloilo và một vài đô thị. Tiếng Tây Ban Nha từng là ngôn ngữ chính tại đây trong lịch sử, tuy nhiên số người sử dụng đã giảm mạnh sau Thế chiến II

## Hành chính

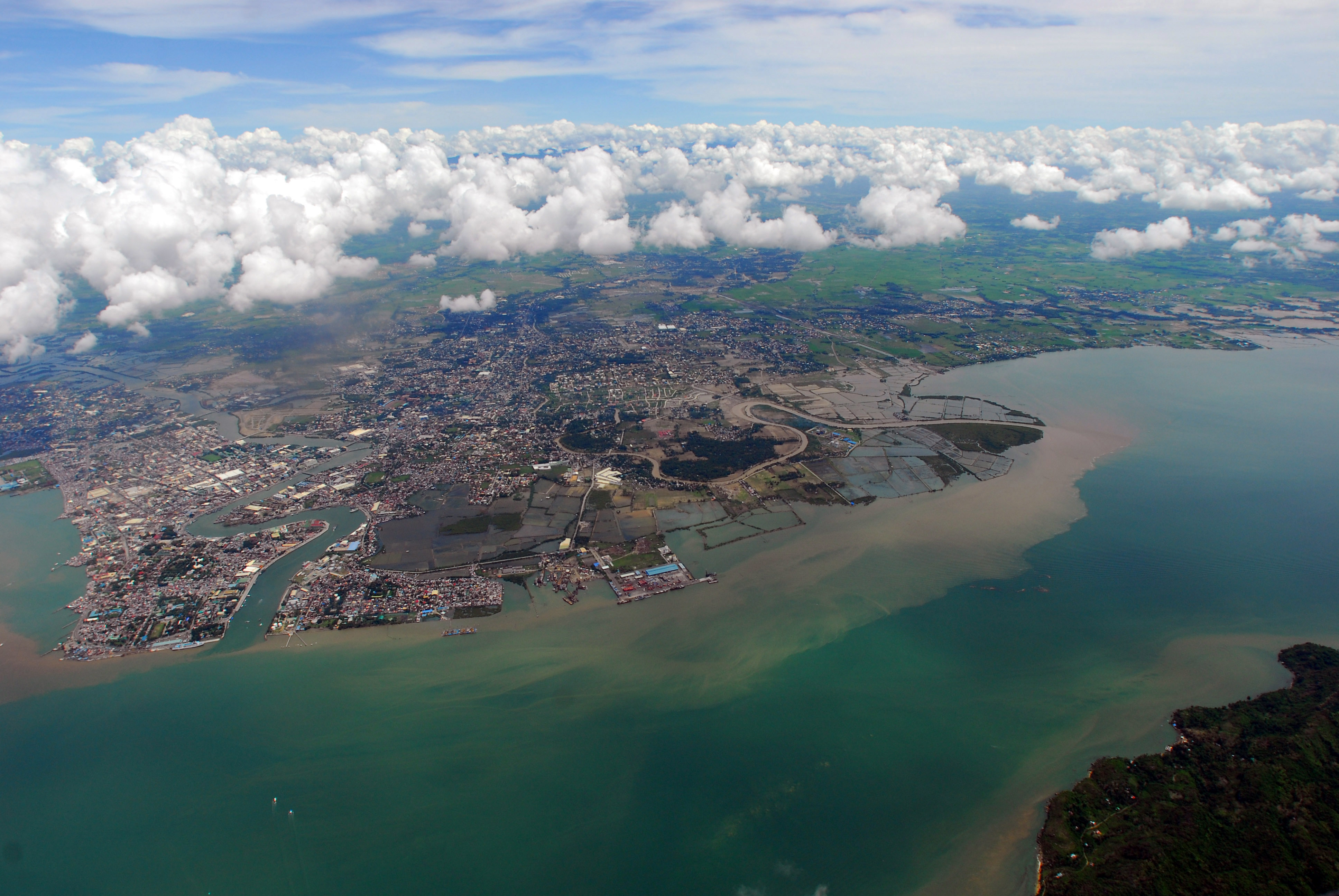
Toàn cảnh thành phố Iloilo

Tỉnh gồm có 2 thành phố:
- Iloilo
- Passi

42 đô thị tự trị:
| - Ajuy - Alimodian - Anilao - Badiangan - Balasan - Banate - Barotac Nuevo - Barotac Viejo - Batad - Bingawan - Cabatuan - Calinog - Carles - Concepcion - Dingle - Dueñas - Dumangas - Estancia - Guimbal - Igbaras - Janiuay | - Lambunao (Tinagong Dagat) - Leganes - Lemery - Leon - Maasin - Miagao - Mina - New Lucena - Oton - Pavia - Pototan - San Dionisio - San Enrique - San Joaquin - San Miguel - San Rafael - Santa Barbara - Sara - Tigbauan - Tubungan - Zarraga |